# Un soir sur la plage
Pour plus de détails, voir Fiche technique et Distribution.
Un soir sur la plage est un film français réalisé par Michel Boisrond, sorti en 1961.

## Synopsis
Georgina de La Salle est une riche veuve qui vit dans une vaste propriété de la Côte d'Azur avec ses deux grands enfants, son beau-père et le docteur Francis, qui est son amant caché. Elle a à son service un jardinier, père d'une jolie jeune fille et un maître d'hôtel allemand. Elle invite pour les vacances Michel Saint Hamand, écrivain à succès. Un soir Michel aperçoit de sa fenêtre une très belle jeune fille qui se baigne dans une position lascive, il la rejoint et ils font l'amour jusqu’au petit matin. Il apprend le lendemain que cette jeune fille se prénomme Marie qu'elle est la fille du jardinier, mais aussi qu'elle est attardée mentale. Marie est également nymphomane et ne refuse ses faveurs à personne. 
Quelque temps après Michel apprend que Marie est enceinte, et ne sait que faire, le jeune Olivier qui est aussi l'amant de Marie confie à sa mère qu'il veut se marier avec Marie. La nuit suivante, on retrouve le cadavre de Marie sur la plage apparemment noyé. mais le commissaire Thomas ordonne une autopsie et découvre que Marie a été empoisonnée et qu'on a ensuite maquillé ce crime en accident.
Tout le monde est interrogé, et tout le monde peut avoir eu une raison de commettre ce crime, mais peu à peu l'étau se resserre autour du Docteur Francis, que le commissaire Thomas vient arrêter sans que celui-ci n'opère de résistance. C'est à ce moment-là que le vrai coupable se dénonce à la surprise générale.

## Fiche technique
- Titre français : Un soir sur la plage
- Réalisation : Michel Boisrond
- Scénario : Michel Boisrond et Annette Wademant
- Photographie : Léonce-Henri Burel
- Musique : Michel Durand
- Genre : Policier
- Pays d'origine : France
- Format : Noir et blanc - Mono
- Date de sortie : 14 juin 1961
- Durée : 85 minutes
- Affiche : Clément Hurel (France)

## Distribution
- Martine Carol : Georgina de La Salle
- Jean Desailly : Le docteur Francis
- Michel Galabru : Le commissaire Thomas
- Gianni Garko : Heinrich, le maître d'hôtel allemand
- Geneviève Grad : Sylvie, la fille de Georgina
- Henri-Jacques Huet : Michel Saint Hamand, écrivain
- Daliah Lavi : Marie, la fille du jardinier
- François Nocher : Oliver, le fils de Georgina
- Rellys : Louis, le jardinier
- Annibale Ninchi : Pépé, le beau-père

## Autour du film
- Le film est sorti en 1961 et porte la marque de son époque. L'interruption volontaire de grossesse n'a été dépénalisée qu'en 1975 et était auparavant considérée comme un crime, ce qui explique la confession du docteur Francis confiant au commissaire qu'il a fait de la prison à la suite d'un avortement clandestin.